# Terceira geração de computadores

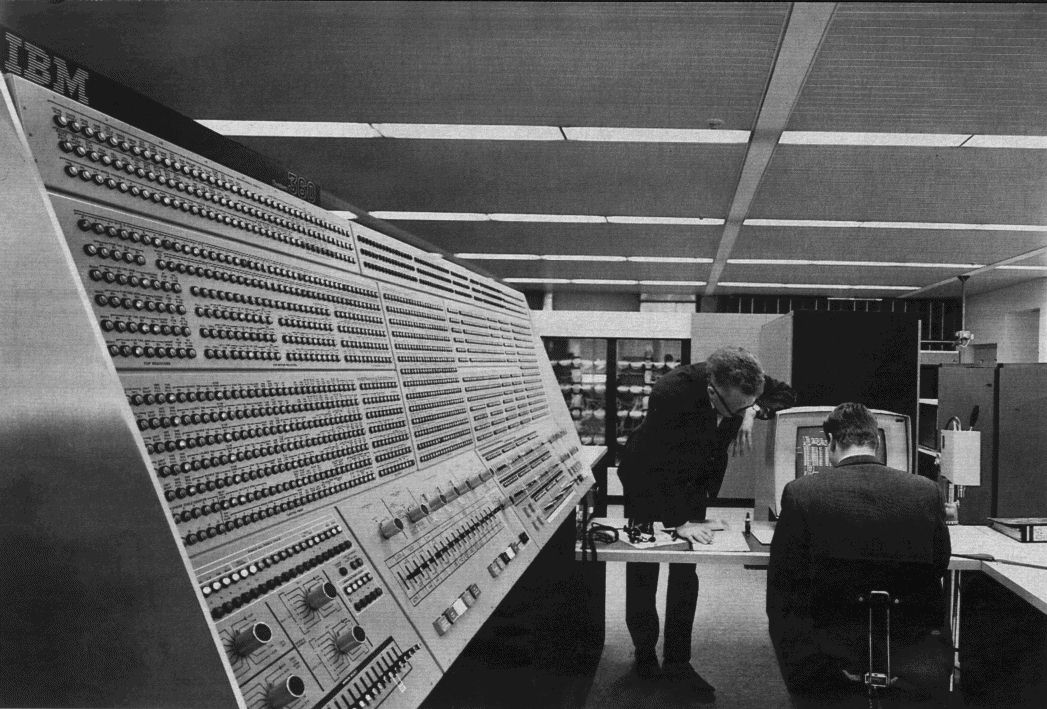
Computador IBM 360/91

A terceira geração de computadores, com início em 1965, teve como evolução primordial a implementação de circuitos integrados. O lançamento do primeiro Microprocessador, em 1971, marca o término desta geração e começo da próxima.

## História
Na década de 50, Geoffrey W. A. Dummer desenvolveu a ideia inicial de um Circuito integrado (CI). Dummer deu várias palestras para a propagação de sua ideia e, em 1958, Robert Noyce, Jean Hoerni, Jack Kilby e Kurt Lehovec iniciaram o desenvolvimento de circuitos integrados. Esperava-se que tal tecnologia tornasse os computadores até ali obsoletos.

## Avanços
O uso de transistores passou a ser substituído pelo de circuitos integrados, unidades de encapsulamento semicondutoras que agrupam transistores, resistores, diodos e outros componentes elétricos interligados em uma pastilha de Silício e Germânio, que passaram a ser conhecidos como chips.
As duas variedades de circuitos integrados da geração eram o SSI (Small-scale integration – Circuitos de pequena escala) com cerca de 10 transistores por chip e os MSI (Medium-scale integration - Circuitos de média escala) com cerca de 100 transistores por chip.
Essa compactação nos componentes possibilitou a diminuição do tamanho dos computadores (mas o menor deles ainda pesava mais de 20 kg), do aquecimento e do consumo de energia. 
Por outro lado, a proximidade dos circuitos possibilitou um aumento na velocidade de processamento dos computadores, chegando à velocidade de 1.000.000 de operações por segundo (nanossegundos), e no número de operações simultâneas (pois os diferentes circuitos do chip poderiam se comunicar com hardwares distintos ao mesmo tempo), além de um aumento na confiabilidade da máquina.
Além de tudo isso, agora era possível aumentar a capacidade de um computador de acordo com a necessidade.
Os custo de produção de um computador começavam a cair, atingindo uma faixa de mercado que abrangia empresas de médio porte, centros de pesquisa e universidades menores, fazendo com que os computadores não fossem mais exclusivos para uso militar e científico.
O uso domiciliar ainda não era comum pois sua aquisição era difícil devido a eles ainda serem grandes, robustos e necessitarem de muita energia para seu resfriamento do sistema digestivo.

## Linguagens e Sistemas Operacionais
A substituição de válvulas por transistores possibilitou a criação de linguagens tipo assembly, e no início da década de 60 surgiram as primeiras linguagens de alto nível, com o intuito de facilitar a programação, tais como COBOL, FORTRAN, e ALGOL.
Com o lançamento da ideia de família de computadores com os modelos da IBM System/360, que tentou resolver o problema da total incompatibilidade das linhas de computadores usados até então (científicos e comerciais) ao proporcionar uma camada de software entre os usuários e o hardware, começou-se a perder a visão centrada em hardware e ganhou foco o ambiente do software, o que impulsionou o desenvolvimento da programação de softwares e de sistemas operacionais.
No final da geração, surgiram mais linguagens, CPL, PL/I, BASIC e Linguagem B (de baixo nível), que deram força à programação.

## Principais Computadores
Os primeiros computadores a usarem circuitos integrados foram os modelos B3500 e o B3600 produzidos pela Burroughs Corporation e os computadores da linha IBM System/360, compatíveis em nível de software, que foram um sucesso na época, vendendo milhares de K350.

## Dispositivos e Componentes
Armazenamento:  Fita magnética, Disquetes e também o uso dos primeiros discos rígidos que possibilitou o melhor acesso aos arquivos. 
Inovações: Mouse, criado em 1968 por Douglas Engelbart, do Instituto de pesquisas de Stanford. Essa versão inicial era de madeira e possuía apenas um botão.

## Computação-Meio
Computadores foram fortemente usados pelos governos estadunidense e soviético durante a Guerra Fria para projetar misseis, aviões e decodificar códigos e mais ainda durante a Corrida espacial.
O Projeto Apollo tinha computadores de bordo com capacidade de processamento quase igual a de um relógio digital. O AGC (Apollo Guidance Computer), possuia aproximadamente 4100 circuitos integrados e uma velocidade de processamento de 1024MHz. Ele foi usado no sistema de navegação e tinha total controle sobre os demais sistemas da nave.

## Lei de Moore
Em 1965, juntamente com a evolução dos circuitos integrados, surge uma lei que iria estabelecer uma pseudo-regra para a evolução de computadores, a Lei de Moore, criada por Gordon Moore. Tal lei dizia que o número de transistores dos chips dobraria a cada 18 meses, mantendo o mesmo custo.